# شورینسدورف
شورینسدورف (به آلمانی: Schwerinsdorf) یک شهر در آلمان است که در Hesel واقع شده‌است. شورینسدورف ۷۶۸ نفر جمعیت دارد.